# Henry Petty-Fitzmaurice (5. markiz Lansdowne)
Henry Charles Keith Petty-Fitzmaurice, 5. markiz Lansdowne KG, GCSI, GCMG, GCIE (ur. 14 stycznia 1845 w Londynie, zm. 3 czerwca 1927 w Clonmel w Irlandii) – brytyjski administrator kolonialny i polityk, pełniący m.in. urzędy gubernatora generalnego Kanady oraz wicekróla Indii, a także zasiadający w gabinetach lorda Salisbury’ego, Arthura Balfoura i H.H. Asquitha.
Był najstarszym synem Henry’ego Petty’ego-Fitzmaurice’a, 4. markiza Lansdowne, i hrabiny Emily de Flahaut, córki francuskiego polityka Charles’a Josepha, hrabiego de Flahaut. Wykształcenie odebrał w Eton College oraz na Uniwersytecie Oksfordzkim. 8 listopada 1869 w Opactwie Westminsterskim poślubił lady Maud Hamilton (17 grudnia 1850 – 21 października 1932), córkę Jamesa Hamiltona, 1. księcia Abercorn, i lady Louisy Russell, córki 6. księcia Bedford. Henry i Maud mieli razem dwóch synów i dwie córki:
- Evelyn Emily Mary Petty-Fitzmaurice (27 sierpnia 1870 – 2 kwietnia 1960), żona Victora Cavendisha, 9. księcia Devonshire, miała dzieci
- Henry William Edmund Petty-Fitzmaurice (14 stycznia 1872 – 5 marca 1936), 6. markiz Lansdowne
- Charles George Francis Petty-Fitzmaurice (12 lutego 1874 – 30 października 1914)
- Beatrix Frances Petty-Fitzmaurice (25 marca 1877 – 5 sierpnia 1953), żona Henry’ego Beresford, 6. markiza Waterford, i Osborne’a Beauclerka, 12. księcia St Albans, miała dzieci z pierwszego małżeństwa

Od urodzenia do 1863 r. Henry korzystał z tytułu grzecznościowego wicehrabiego Clanmaurice, a potem przez trzy lata hrabiego Kerry. W 1866 r. odziedziczył po zmarłym ojcu tytuł 5. markiza Lansdowne i zasiadł w Izbie Lordów w ławach Partii Liberalnej. Mimo swego wieku (członkiem parlamentu stał się jako zaledwie 21-letni młodzieniec) szybko zaczął zajmować eksponowane stanowiska. W latach 1869–1872 był jednym z Lordów Skarbu, a następnie do 1874 r. podsekretarzem stanu w Ministerstwie Wojny.
W 1880 r. wrócił do rządu jako podsekretarz stanu w Ministerstwie ds. Indii, zaś w 1883 r. powierzono mu funkcję gubernatora generalnego Kanady. Dał się tam poznać jako człowiek, któremu mimo błękitnej krwi niestraszne były niewygody – podczas jego wizyty w zachodnich regionach kraju kolej transkontynentalna była wciąż w budowie, wobec czego gubernator docierał do niektórych miejsc w końskim siodle lub na łodzi. Szeroko opisywał także piękno kanadyjskiej przyrody i okazał się być zapalonym wędkarzem. Bezpośrednio po zakończeniu jego kadencji w Ottawie (w 1888 r.) został wysłany do Indii, gdzie jako wicekról stanął na czele całej administracji kolonialnej na tym ogromnym obszarze. Ostatecznie powrócił do Anglii w 1894 r. i przyłączył się do powstałego w wyniku rozłamu w łonie Liberałów stronnictwa Liberalnych Unionistów, które ściśle współdziałało z Partią Konserwatywną, a w 1912 r. stało się jego częścią.
W 1895 r. został ministrem wojny. Jego urzędowanie przypadło na czas wybuchu II wojny burskiej, zaś on sam był wskazywany przez opozycję jako osoba winna fatalnemu stanowi przygotowania brytyjskiej armii do tego konfliktu. Mimo to pozostał w rządzie, przenosząc się w 1900 r. na stanowisko ministra spraw zagranicznych. Jako szef dyplomacji doprowadził do podpisania sojuszy obronnych z Japonią (1902) i Francją (1905).
Po przegranych wyborach w styczniu 1906 r., Lansdowne został liderem opozycji w Izbie Lordów. Korzystając z posiadanej wówczas przez konserwatystów przewagi w tej izbie oraz z jej prawa weta wobec decyzji Izby Gmin, skutecznie blokował wiele inicjatyw liberalnego rządu. W 1915 r. wszedł do wojennego, ponadpartyjnego gabinetu H.H. Asquitha jako minister bez teki i zasiadał w nim do 1916 r. Zmarł w 1927 r. w swoich dobrach rodowych w Irlandii.